# جرد لیبی
 جرد لیبی (نام علمی: Meriones libycus) نام یک گونه از زیرخانواده جربیل است.